# Hyphessobrycon hasemani
Hyphessobrycon hasemani är en fiskart som beskrevs av Fowler, 1913. Hyphessobrycon hasemani ingår i släktet Hyphessobrycon och familjen Characidae. Inga underarter finns listade i Catalogue of Life.